# Joseph Siebert
Christoph Joseph Siebert (* 2. September 1804 in Hadamar; † 6. Januar 1878 ebenda) war ein deutscher Kaufmann und nassauischer Abgeordneter.

## Leben
Siebert war der Sohn des Stadtschultheiß Franz Joseph* Siebert (* 17. August 1776 in Hadamar; † 18. Februar 1818 ebenda) und der Elisabeth* Anna Martina geborene Verhas (* 24. März 1764 in Hadamar; † 15. Mai 1830 ebenda), der Tochter des Joseph Ignatz Verhas und der Johanna Katharina Schwertz.
Siebert, der katholischer Konfession war, heiratete am 9. November 1826 in Hadamar Maria (Marianne) Josepha* Walburga Schneider (* 10. Juli 1803 in Hadamar; † 8. August 1838 ebenda), der Tochter des Gastwirts Joseph Schneider und der Katharina* Aloysia Ohlenschläger.
Nach dem Tod der ersten Ehefrau heiratete er am 19. Dezember 1839 in Hadamar in zweiter Ehe Klara Leopoldine* geborene Engert (* 19. Januar 1820 in Montabaur; † nach 1874), der Tochter des Landrats und Landesoberschultheiß Sebastian Engert und der Gertrude Schell.
Der Sohn aus erster Ehe Franz Eduard Joseph Siebert (1832–1895) wurde Notar und ebenfalls Abgeordneter. Auch der Enkel Fritz Siebert (1865–1935) wurde Notar und Abgeordneter im Kommunallandtag.
Siebert war Inhaber eines Kolonialwarengroßhandels in Hadamar. Ab 1869 war er Rentier.
Er war 1846–1848 Mitglied der Deputiertenkammer des Landtags des Herzogtums Nassau, gewählt aus der Gruppe der Grundbesitzer, Wahlkreis Dillenburg. 1848 gehörte er dem Frankfurter Vorparlament an. 1848–1849 war er Mitglied der Ständeversammlung des Herzogtums Nassau für den Wahlkreis V Hadamar/Wallmerod, bis er sein Mandat niederlegte.
Er war Mitglied des Gemeinderates, des Feldgerichts und des Amtsbezirksrates in Hadamar. Später war er Mitglied des Kreistages des Oberlahnkreises und des Landesbankdirektoriums. 1864 gehörte er zu den Gründungsmitgliedern der Handelskammer in Limburg an der Lahn.
1868–1877 war er Mitglied des Nassauischen Kommunallandtags des preußischen Regierungsbezirks Wiesbaden und des Provinziallandtages der preußischen Provinz Hessen-Nassau für den Oberlahnkreis.